# Pamela Eells O'Connell
Pamela Eells O'Connell (formalmente acreditado como Pamela Eells) es una productora de televisión y escritora estadounidense.
Sus créditos incluyen Charles in Charge, Family Matters, Mad About You, The Nanny, Brotherly Love, Married... with Children, Rude Awakening, Ellen, The Suite Life of Zack & Cody, The Suite Life on Deck y Jessie
Ella fue nominada a dos premios Emmy por su trabajo en The Suite Life of Zack & Cody, como parte del equipo de producción y escritura. En los primeros años de su carrera, trabajó con la colega productora y escritora Sally Lapiduss hasta 1995.
En 2010, O'Connell formó la compañía de producción Bon Mot Productions, la primera serie de la compañía fue la tercera y última temporada de The Suite Life on Deck.

## Créditos

### Guionista
- Charles in Charge
- Family Matters
- Mad About You
- The Nanny
- Brotherly Love
- Married... with Children
- Rude Awakening
- Ellen
- Mirandar Sawada
- The Suite Life of Zack & Cody
- The Suite Life on Deck (2010-2011, también productora ejecutiva)
- Jessie
- Bunk'd
- Team Kaylie